# 2833 Radishchev
2833 Radishchev (1978 PC4) là một tiểu hành tinh vành đai chính được phát hiện ngày 9 tháng 8 năm 1978 bởi L. Chernykh và N. Chernykh ở Nauchnyj.